# Синран
Синран (яп. 親鸞; 21 мая 1173 — 16 января 1263, Киото) — японский буддийский монах, последователь амидаизма, основатель школы Дзёдо-синсю. Прозван «Великим учителем, видящим истину» (яп. 見真大師).

## Биография
Синран родился 21 мая 1173 года в семье столичного аристократа Хино Аринори. В молодости он обучался в монастыре Энряку-дзи школы Тэндай-сю, но в возрасте 29 лет перешёл в школу амидаистов под руководством Хонэна. Когда в 1207 году власти запретили амидаизм, Синран был сослан в провинцию Этиго вместе с наставником Хонэном. В ссылке бывший монах женился на монахине Эсинни.
После амнистии Синран стал проповедовать учение про поклонение Будде Амиде на востоке Японии: провинциях Синано, Симоцукэ и Хитати. Он учил, что спасения невозможно достичь самостоятельно с помощью медитаций и упражнений. Человек находит спасение только благодаря абсолютной вере в Будду Амиду и его обещание спасти человечество из круга перерождений. Эта вера даёт право на перерождение буддой в буддийском раю, «Чистой Земле».
Синран также был последователем тезиса «акунин сёки», который состоял в том, что учение амидаистов необходимо прежде всего для грешников, и спасутся, прежде всего, они.
Синран умер 16 января 1263 года в Киото.